# Cycloramphus diringshofeni
Cycloramphus diringshofeni är en groddjursart som beskrevs av Werner C.A. Bokermann 1957. Cycloramphus diringshofeni ingår i släktet Cycloramphus och familjen Cycloramphidae. IUCN kategoriserar arten globalt som otillräckligt studerad. Inga underarter finns listade i Catalogue of Life.